# Abacidus
Abacidus là một chi bọ cánh cứng thuộc họ Carabidae, gồm có các loài sau:
- Abacidus atratus (Newman, 1838)
- Abacidus fallax (Dejean, 1828)
- Abacidus hamiltoni (G.horn, 1880)
- Abacidus permundus (Say, 1830)
- Abacidus sculptus (Leconte, 1852)